# Pessoulens
Pessoulens ist eine französische Gemeinde mit 138 Einwohnern (Stand 1. Januar 2022) im Département Gers in der Region Okzitanien (vor 2016 Midi-Pyrénées). Sie gehört zum Arrondissement Condom und zum Kanton Fleurance-Lomagne. 
Sie grenzt im Norden an Castéron, im Osten an Cumont, im Südosten an Marignac, im Süden an Avensac, im Südwesten an Estramiac, im Westen an Tournecoupe und im Nordwesten an Gaudonville.

## Bevölkerungsentwicklung
| Jahr      | 1962 | 1968 | 1975 | 1982 | 1990 | 1999 | 2008 | 2015 |
| --------- | ---- | ---- | ---- | ---- | ---- | ---- | ---- | ---- |
| Einwohner | 220  | 205  | 186  | 176  | 166  | 159  | 146  | 149  |